# 城口盆距兰
城口盆距兰（学名：Gastrochilus fargesii）为兰科盆距兰属下的一个种。

## 扩展阅读
- 維基物種上的相關：城口盆距兰